# IC 1619
IC 1619 је спирална галаксија у сазвјежђу Рибе која се налази на листи објеката дубоког неба у Индекс каталогу.
Деклинација објекта је + 33° 4' 1" а ректасцензија 1h 7m 22,4s. Привидна величина (магнитуда) објекта IC 1619 износи 14,6 а фотографска магнитуда 15,5. IC 1619 је још познат и под ознакама MCG 5-3-54, CGCG 501-83, ARAK 25, PGC 3975.